# Stéphane Landois
Pour les articles homonymes, voir Landois.
Stéphane Landois (né le 3 juin 1994 à Nantes), est un cavalier français de concours complet d'équitation. 

## Biographie
Aux Jeux olympiques d'été de 2024 à Paris, il remporte sur Chaman Dumontceau la médaille d'argent en concours complet par équipes avec Karim Laghouag et Nicolas Touzaint,. Son cheval, Chaman Dumontceau (rebaptisé « Chaman Dumontceau * Ride for Thaïs »), était monté à l'origine par son amie Thaïs Meheust, morte à la suite d'un accident de cheval lors d'un parcours de cross en septembre 2019 au Haras national du Pin,,.

## Palmarès
- Jeux olympiques
  -  Médaille d'argent en concours complet par équipes en 2024 avec Karim Laghouag et Nicolas Touzaint (Paris)
- Championnats d'Europe
  -  Médaille de bronze en concours complet par équipes en 2023 avec Nicolas Touzaint, Gaspard Maksud et Karim Laghouag (Haras national du Pin)

## Décorations
- Chevalier de l'ordre national du Mérite (2024)[6]